# 人工知能学会
一般社団法人人工知能学会（しゃだんほうじん じんこうちのうがっかい、英; The Japanese Society for Artificial Intelligence）は、人工知能（AI）に関する研究の進展と知識の普及を図り、もって学術・技術ならびに産業・社会の発展に寄与することを目的として設立された、日本の学会。本部所在地は東京都新宿区津久戸町4-7

## 概要
1986年7月に人工知能学会として設立され、その後、1990年6月29日に一般社団法人として登記設立された。一口に人工知能といっても、その分野は多岐にわたり、「大量の知識データに対して、高度な推論を的確に行うことを目指したもの」すべてを範囲とし、これらに関心を持つすべての者に参加資格が与えられている（年齢や学歴など実質的な入会制限が無い）。

## 活動内容
- 人工知能学会全国大会の開催
- シンポジウム・研究会の開催
- 人工知能セミナーの開催
- 学会誌・論文誌の発行
- 書籍監修
- 関連分野を含めたセミナー・シンポジウム・研究会の案内による人工知能全般の啓蒙と産業会への浸透
- メーリングリストによる上記情報全般の配信

### 社会に向けた提言
急速に進歩・普及するAIは社会への影響が大きいことから、開発や利用、規制のあり方についての提言を行なっている。2023年4月25日に公表した生成的人工知能についての声明では、「出力したものをうのみにするといった無条件な受け入れ方をせず、長所や短所を理解した上で利用することが大切」であり、研究者には「自覚を持ち、野心を持ちつつも節度ある研究開発」を呼びかけた。

## 機関誌
『人工知能』（Journal of the Japanese Society for Artificial Intelligence）を年に6回、発行し、会員に送付する。編集委員会が編集を担当する。

## 歴代会長
1. 福村晃夫（1986年 - 1987年）
2. 大須賀節雄（1988年 - 1989年）
3. 辻三郎（1990年 - 1991年）
4. 志村正道（1992年 - 1993年）
5. 堂下修司（1994年 - 1995年）
6. 田中英彦（1996年 - 1997年）
7. 白井克彦（1998年 - 1999年）
8. 白井良明（2000年 - 2001年）
9. 田中穂積（2002年 - 2003年）
10. 石塚満（2004年 - 2005年）
11. 溝口理一郎（2006年 - 2007年）
12. 堀浩一（2008年 - 2009年）
13. 西田豊明（2010年 - 2011年）
14. 山口高平（2012年 - 2013年）
15. 松原仁（2014年 - 2015年）
16. 山田誠二（2016年 - 2018年）
17. 浦本直彦（2018年 - 2020年）
18. 野田五十樹（2020年 - 2022年）
19. 津本周作（2022年 - 2024年）
20. 栗原聡（2024年 -）